# Rjóma Sakamoto
Rjóma Sakamoto (Sakamoto Ryōma, 坂本龍馬; 3. ledna 1836 – 10. prosince 1867) byl japonský samuraj a politik, vlivná postava období bakumacu, kdy došlo k vytvoření moderního Japonska. Dnes je v Japonsku považován za národního hrdinu.
Sakamoto byl nízko postavený samuraj z regionu Tosa na ostrově Šikoku. Po skončení japonské izolacionistické politiky sakoku se stal aktivním odpůrcem šógunátu Tokugawa. Pod pseudonymem Umetaró Saitani pracoval proti vládě šógunátu a byl často pronásledován jeho příznivci a elitní policií Šinsengumi. Sakamoto prosazoval demokracii, japonský nacionalismus, návrat rozhodující moci k císařskému dvoru, zrušení feudalismu a umírněnou modernizaci a industrializaci Japonska. Úspěšně vyjednal alianci Sacuma-Čóšú mezi mocnými soupeřícími knížectvími Čóšú a Sacuma a sjednotil je proti šógunátu. V prosinci 1867, v době krátce před válkou Bošin a reformami Meidži, byl Rjóma Sakamoto zavražděn neznámými osobami spolu se svým společníkem Nakaokou Šintaróem.